# Йохан III фон Даун
Йохан III фон Щайн-Даун (на немски: Johann III von Stein-Daun; * ок. 1371; † между 8 април и 18 април 1428) е вилд- и рейнграф на Даун-Щайн-Кирбург.

## Биография
Той е най-възрастният син на вилд- и рейнграф Йохан II фон Щайн-Даун († 1383) и втората му съпруга Юта фон Лайнинген († 1394), дъщеря на граф Фридрих VIII фон Лайнинген († 1397) и Йоланта фон Юлих († 1387). Внук е на Рейнграф Йохан I фон Щайн († 1333) и вилдграфиня Хедвиг фон Даун-Грумбах († сл. 1361). Техните деца имат титлата „Вилд- и Рейнграфове“. Брат е на Конрад фон Даун († 1434), архиепископ на Майнц (1419 – 1434) и на Фридрих I, вилд и Рейнграф на Даун († 1447).
Йохан III е записан да следва, заедно с по-малкия му брат Конрад, в университета в Хайделберг.

## Фамилия
Йохан III се жени пр. 28 октомври 1406 г. за Аделхайд, вилдграфиня фон Кирбург-Шмидтбург († 6 януари 1438), дъщеря на вилдграф Герхард III фон Кирбург († 1408) и графиня Аделхайд фон Велденц († 1403). Те имат децата:
- Йохан IV (1422 -1476), вилд- и рейнграф на Щайн – Даун-Кирбург, женен 1432 г. за графиня Елизабет фон Ханау (1416 – 1446)
- Герхард († 1474), свещеник в Трир
- Фридрих († 1457), каноник в Трир, Кьолн и Страсбург
- Конрад, шамберлен във Вайсенбург
- Ева († сл. 1485), омъжена на 2 януари 1434 г. за граф Арнолд VII фон Зирк († 1443)
- Катарина, абатиса в Трир
- Бурк († сл. 1437)